# Маріупольська округа
Маріу́польська окру́га (Маріупільська) — адміністративно-територіальна одиниця Української СРР в 1923–1930 роках. Окружний центр — місто Маріуполь. Площа 9935 км² (1927), населення 415,54 тис. осіб (1926).

## Історія
Округу створено 7 березня 1923 року в складі Донецької губернії з окружним центром в місті Маріуполі.
До складу округи увійшли Маріупільский, частини Юзівського, Таганрізького повітів Донецької губернії і частини Бердянського повіту Катеринославської губернії, в складі таких районів (волостей):
- Мангузький — з волостей: Мангузької, Ялтинської, Узуфської і Стародубської.
- Микольський — з волостей: Микольської, Мало-Янісольскої, Темрюцької, Захарівської.
- Олексадро-Невський — з волостей: Романівської, Олександро-Невської, Ново-Каракубської.
- Старо-Керменчицький — з волостей: Ст. Керменчицької, Майорської, Ново-Петриківської і Петрівської.
- Стрітенський — з волостей: Стрітенської, Іванівської, Анадольської, Злотоустівської, Платонівської й Волноваської.
- Старо-Каранський — з волостей: Старогнатівської, Олександрівської, Чермалицької, Конківської.
- Новоселівський — з волостей: Новоселівської, Портовської і Сартанської.
- Ново-Миколаївський — з волостей: Н. Миколаївської і Хрещатицької.

19 листопада 1924 року Нікольський район перейменовано на Петропавлівський з перенесенням райцентра з села Нікольське в село Петропавлівку, райцентр Мангуського району перенесено з села Мангуш до села Ялта.
30 квітня 1925 року на території округи створено Люксембурзький район з переважною німецькім населенням з центром у колонії Люксембург; центр Петропавлівського району перенесено в село Нікольське, а Петропавлівський район перейменовано на Нікольський..
3 червня 1925 року Бердянську округу було розформовано, території Царе-Костянтинівського (без села Кінські Роздори), Берестовацького, Ново-Спаського (з перейменуванням на Бердянський) районів, місто Бердянськ, село Богородицьке Ногайського району і частина Андріївського району Ново-Спаський район передано до складу Маріупольської округи.
У червні 1925 року губернії в Україні було скасовано і округа перейшла в пряме підпорядкування Української РСР.
Як адміністративна одиниця округа була ліквідована 2 вересня 1930 року, місто Маріуполь та райони округи перейшли у пряме підпорядкування Української СРР.

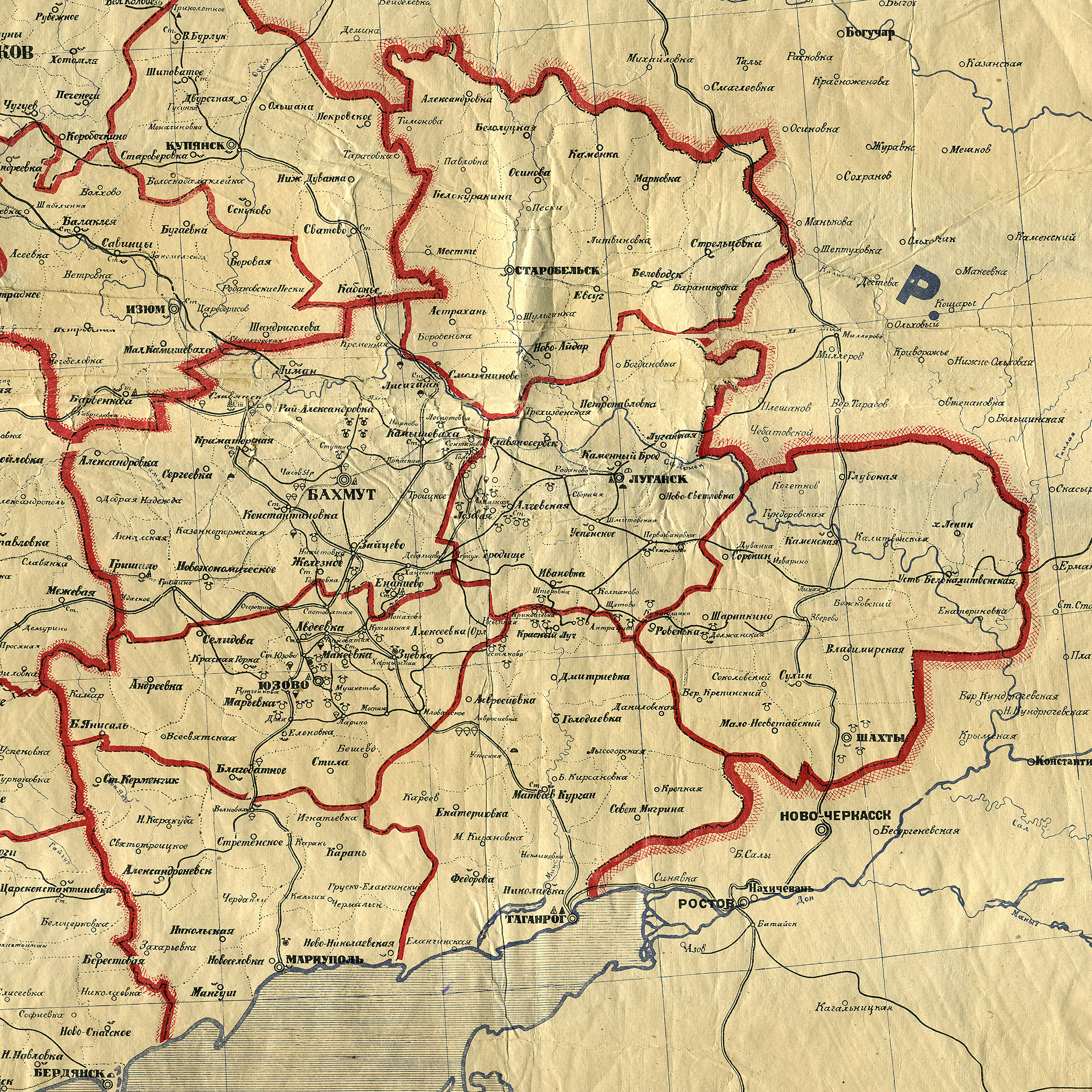
Карта Маріупольської округи у складі Донецької губернії, 1923
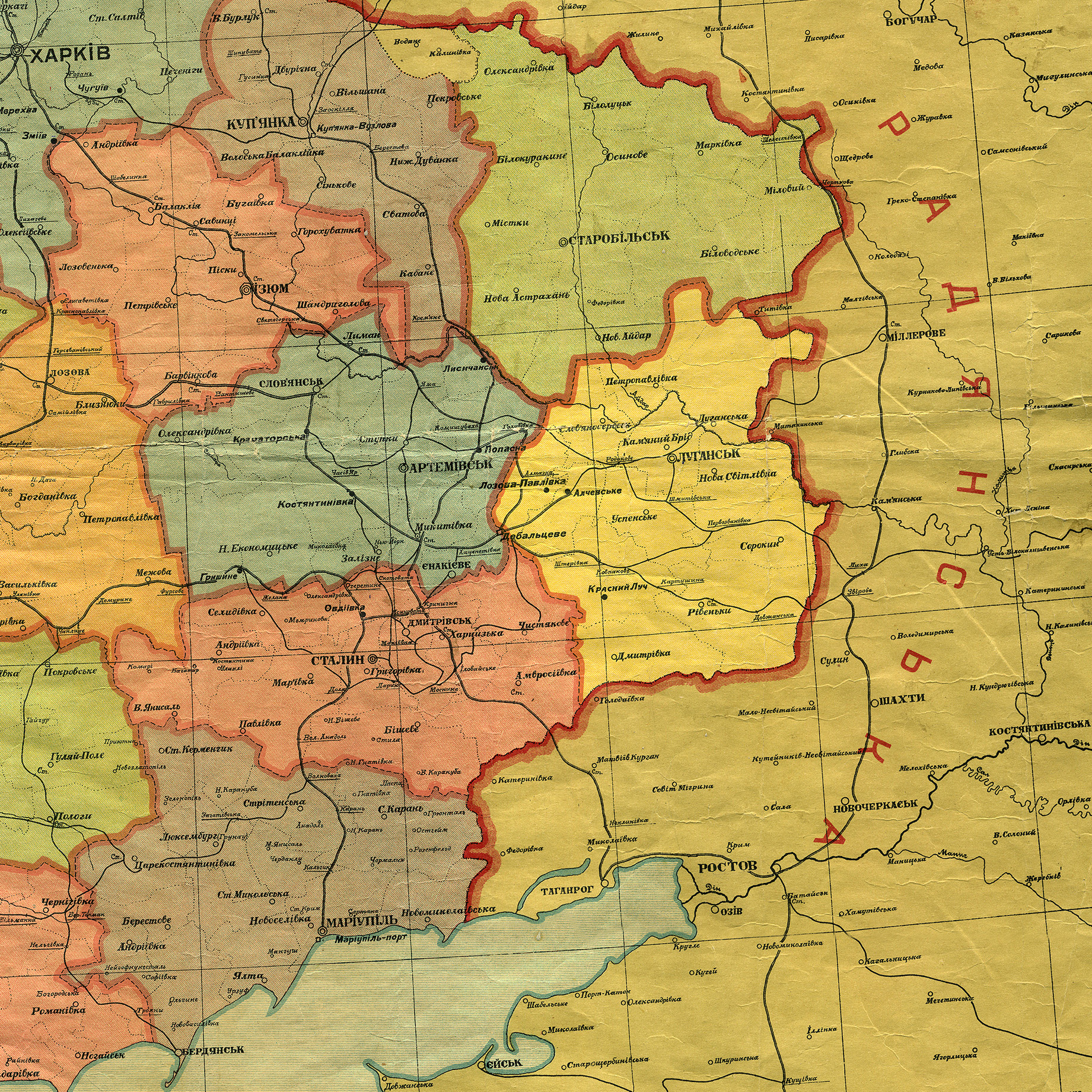
Карта Маріупольської округи, адміністративні межі станом на 1 жовтня 1925
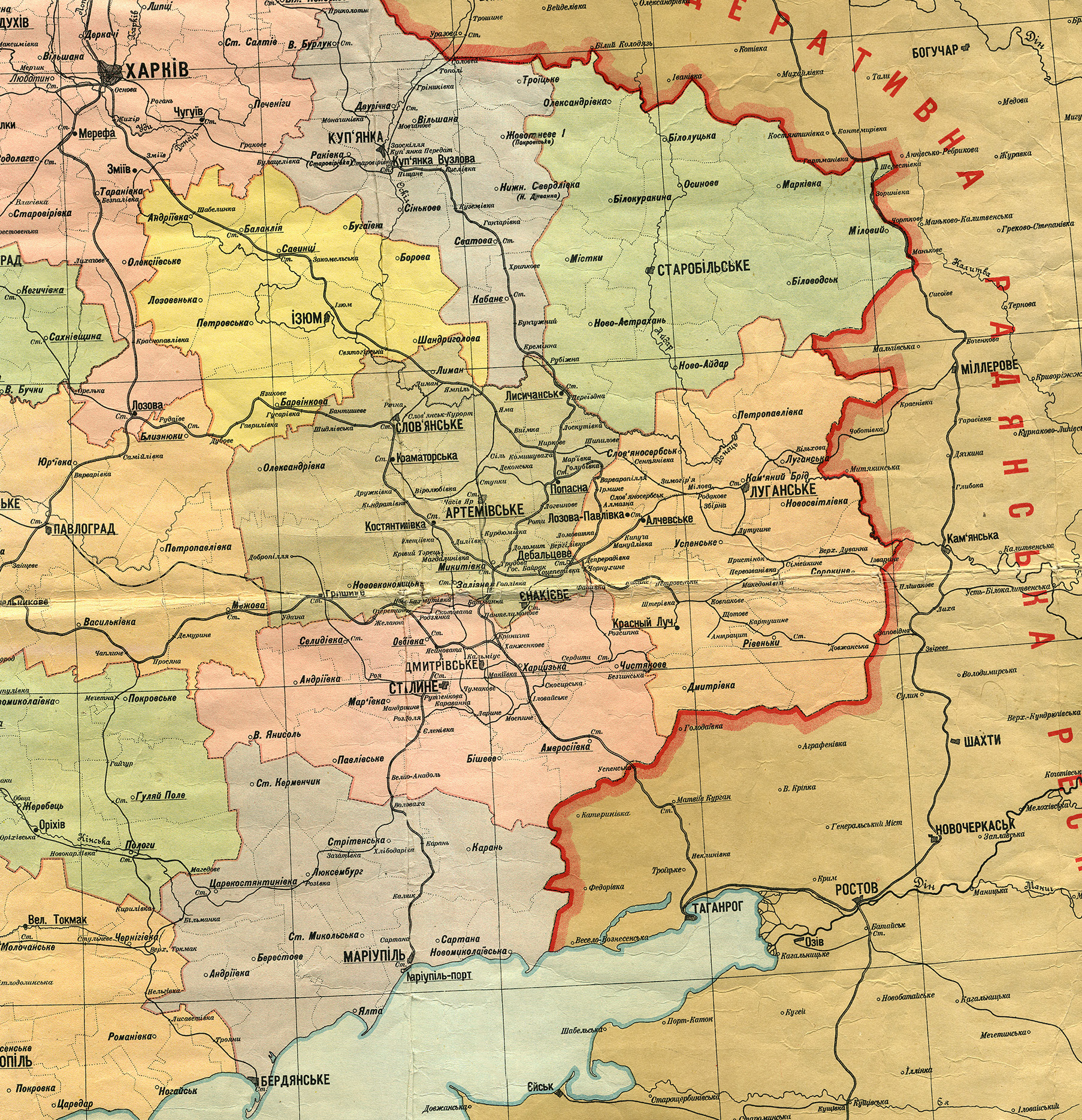
Карта Маріупольської округи, адміністративні межі станом на 1 березня 1927 року

## Населення
Серед населення Маріупольської округи за переписом 1926 року:
- Українці — 227 443 осіб (54,73%)
- Росіяни — 76 753 (18,47%)
- Греки — 64 238 (15,46%)
- Німці — 26 122 (6,29%)
- Євреї — 13 483 (3,24%)
- Болгари — 1 413 (0,34%)
- Молдовани — 1 385 (0,33%)
- Поляки — 931 (0,22%)
- Білоруси — 640 (0,15%)
- Цигани — 294 (0,07%)
- Вірмени — 237 (0,06%)
- Татари — 191 (0,05%)
- Чехи — 60 (0,01%)
- Інші — 2 350 (0,57%).

### Національний склад
Національний склад населення районів та міст Маріупольської округи за переписом 1926 р.
| №  | Місто/район                 | Населення, осіб | Національний склад, % | Національний склад, % | Національний склад, % | Національний склад, % | Національний склад, % | Національний склад, % | Національний склад, % | Національний склад, % | Національний склад, % | Національний склад, % | Національний склад, % | Національний склад, % | Національний склад, % | Національний склад, % | Національний склад, % | Національний склад, % |
| №  | Місто/район                 | Населення, осіб | українці              | українці              | росіяни               | росіяни               | євреї                 | євреї                 | німці                 | німці                 | молдовани             | молдовани             | болгари               | болгари               | греки                 | греки                 | інші                  | інші                  |
| №  | Місто/район                 | Населення, осіб | осіб                  | %                     | осіб                  | %                     | осіб                  | %                     | осіб                  | %                     | осіб                  | %                     | осіб                  | %                     | осіб                  | %                     | осіб                  | %                     |
| -- | --------------------------- | --------------- | --------------------- | --------------------- | --------------------- | --------------------- | --------------------- | --------------------- | --------------------- | --------------------- | --------------------- | --------------------- | --------------------- | --------------------- | --------------------- | --------------------- | --------------------- | --------------------- |
| 1  | Маріуполь                   | 41 341          | 13 591                | 32,9%                 | 14 576                | 35,3%                 | 7 332                 | 17,7%                 | 325                   | 0,8%                  | 18                    | 0,0%                  | 34                    | 0,1%                  | 4 181                 | 10,1%                 | 1 284                 | 3,1%                  |
| 2  | Андріївський район          | 22 306          | 18 488                | 82,9%                 | 2 431                 | 10,9%                 | 49                    | 0,2%                  | 18                    | 0,1%                  | 153                   | 0,7%                  | 1 053                 | 4,7%                  | 36                    | 0,2%                  | 78                    | 0,3%                  |
| 3  | Бердянський район           | 56 275          | 31 426                | 55,8%                 | 20 092                | 35,7%                 | 2 166                 | 3,8%                  | 1 233                 | 2,2%                  | 12                    | 0,0%                  | 243                   | 0,4%                  | 309                   | 0,5%                  | 794                   | 1,4%                  |
| 4  | Бердянськ                   | 26 408          | 5 787                 | 21,9%                 | 16 746                | 63,4%                 | 2 138                 | 8,1%                  | 496                   | 1,9%                  | 7                     | 0,0%                  | 229                   | 0,9%                  | 293                   | 1,1%                  | 712                   | 2,7%                  |
| 5  | Бердянський район (села)    | 29 867          | 25 639                | 85,8%                 | 3 346                 | 11,2%                 | 28                    | 0,1%                  | 737                   | 2,5%                  | 5                     | 0,0%                  | 14                    | 0,0%                  | 16                    | 0,1%                  | 82                    | 0,3%                  |
| 6  | Берестівський район         | 28 850          | 28 548                | 99,0%                 | 126                   | 0,4%                  | 75                    | 0,3%                  | 2                     | 0,0%                  |                       |                       | 2                     | 0,0%                  | 1                     | 0,0%                  | 96                    | 0,3%                  |
| 7  | Буденівський район          | 22 640          | 11 433                | 50,5%                 | 9 118                 | 40,3%                 | 59                    | 0,3%                  | 1 660                 | 7,3%                  | 2                     | 0,0%                  | 5                     | 0,0%                  | 65                    | 0,3%                  | 298                   | 1,3%                  |
| 8  | Володарський район          | 25 277          | 13 187                | 52,2%                 | 3 310                 | 13,1%                 | 31                    | 0,1%                  | 358                   | 1,4%                  |                       |                       | 1                     | 0,0%                  | 8 345                 | 33,0%                 | 45                    | 0,2%                  |
| 9  | Люксембурзький район        | 18 791          | 924                   | 4,9%                  | 823                   | 4,4%                  | 606                   | 3,2%                  | 15 281                | 81,3%                 |                       |                       | 7                     | 0,0%                  | 1 065                 | 5,7%                  | 85                    | 0,5%                  |
| 10 | Мангушський район           | 18 398          | 3 915                 | 21,3%                 | 1 144                 | 6,2%                  | 26                    | 0,1%                  | 18                    | 0,1%                  | 1                     | 0,0%                  | 7                     | 0,0%                  | 13 223                | 71,9%                 | 64                    | 0,3%                  |
| 11 | Новоселівський район        | 49 174          | 21 920                | 44,6%                 | 15 799                | 32,1%                 | 331                   | 0,7%                  | 307                   | 0,6%                  | 28                    | 0,1%                  | 33                    | 0,1%                  | 9 527                 | 19,4%                 | 1 229                 | 2,5%                  |
| 12 | Заводи «А» та «Б»           | 14 864          | 5 387                 | 36,2%                 | 8 063                 | 54,2%                 | 251                   | 1,7%                  | 59                    | 0,4%                  | 3                     | 0,0%                  | 3                     | 0,0%                  | 536                   | 3,6%                  | 562                   | 3,8%                  |
| 13 | Маріупольський порт         | 7 705           | 4 215                 | 54,7%                 | 2 787                 | 36,2%                 | 12                    | 0,2%                  | 24                    | 0,3%                  | 5                     | 0,1%                  | 3                     | 0,0%                  | 375                   | 4,9%                  | 284                   | 3,7%                  |
| 14 | Новоселівський район (села) | 26 605          | 12 318                | 46,3%                 | 4 949                 | 18,6%                 | 68                    | 0,3%                  | 224                   | 0,8%                  | 20                    | 0,1%                  | 27                    | 0,1%                  | 8 616                 | 32,4%                 | 383                   | 1,4%                  |
| 15 | Октябрьський район          | 40 164          | 29 743                | 74,1%                 | 2 008                 | 5,0%                  | 1 126                 | 2,8%                  | 714                   | 1,8%                  | 16                    | 0,0%                  | 5                     | 0,0%                  | 6 351                 | 15,8%                 | 201                   | 0,5%                  |
| 16 | Старокаранський район       | 35 324          | 12 080                | 34,2%                 | 2 748                 | 7,8%                  | 53                    | 0,2%                  | 4 882                 | 13,8%                 | 1 111                 | 3,1%                  | 8                     | 0,0%                  | 14 272                | 40,4%                 | 170                   | 0,5%                  |
| 17 | Старокерменчиківський район | 24 576          | 14 175                | 57,7%                 | 565                   | 2,3%                  | 1 542                 | 6,3%                  | 1 285                 | 5,2%                  | 0                     | 0,0%                  | 11                    | 0,0%                  | 6 857                 | 27,9%                 | 141                   | 0,6%                  |
| 18 | Царекостянтинівський район  | 32 424          | 28 013                | 86,4%                 | 3 977                 | 12,3%                 | 87                    | 0,3%                  | 56                    | 0,2%                  | 44                    | 0,1%                  | 4                     | 0,0%                  | 6                     | 0,0%                  | 237                   | 0,7%                  |

### Мовний склад
Рідна мова населення Маріупольської округи за переписом 1926 року
| Район                | Населення, осіб | Рідна мова, % | Рідна мова, % | Рідна мова, % |
| Район                | Населення, осіб | українська    | російська     | інша          |
| -------------------- | --------------- | ------------- | ------------- | ------------- |
| м. Маріуполь         | 41 341          | 9,2           | 79,4          | 11,4          |
| Андріївський         | 22 306          | 79,4          | 14,6          | 6,0           |
| Бердянський          | 56 275          | 48,0          | 47,7          | 4,4           |
| Берестівський        | 28 850          | 98,7          | 0,8           | 0,6           |
| Буденівський         | 22 640          | 31,5          | 59,7          | 8,8           |
| Володарський         | 25 277          | 46,7          | 19,2          | 34,0          |
| Жовтневий            | 40 164          | 68,1          | 11,7          | 20,1          |
| Люксембурзький       | 18 791          | 3,2           | 6,7           | 90,2          |
| Мангушський          | 18 398          | 16,9          | 41,8          | 41,3          |
| Новоселівський       | 49 174          | 17,1          | 64,3          | 18,6          |
| Старокаранський      | 35 324          | 15,4          | 27,9          | 56,7          |
| Старокерменчицький   | 24 576          | 55,9          | 5,9           | 38,2          |
| Царекостянтинівський | 32 424          | 84,1          | 14,7          | 1,3           |
| Маріупольська округа | 415 540         | 43,8          | 34,4          | 21,9          |

## Керівники округи

### Відповідальні секретарі окружного комітетуКП(б)У
- Закс Григорій Наумович (1923—.02.1924)
- Погребний Спиридон Іванович (.02.1924—1925)
- Ляксуткін Федір Пилипович (1925—.08.1927)
- Голод Наум Павлович (.08.1927—30.12.1929)
- Алексєєв Микита Олексійович (30.12.1929—.07.1930)
- Бравін, в. о. (.07.1930—20.08.1930)
- Неживий Максим Федорович (20.08.1930—.09.1930)

### Голови окружного виконавчого комітету
- Поляков Кузьма Захарович (1923—1924)
- Чудненко Микола Григорович (1924—1925)
- Богуцький Володимир Никифорович (1925—25.03.1927)
- Валявко Василь Антонович (25.03.1927—.05.1927)
- Смирнов О. І., в. о. (.05.1927—.09.1927)
- Гаврилов Іван Андрійович (.09.1927—.06.1928)
- Смирнов О. І., в. о. (.06.1928—2.08.1928)
- Кудрін Іван Михайлович (2.08.1928—.08.1930)